# Gentingia
Gentingia es un género de plantas con flores perteneciente a la familia de las rubiáceas. Incluye una sola especie: Gentingia subsessilis (King & Gamble) Johanss. & K.M.Wong (1988).
Es nativo de Malasia.